# Sanford L.P.
Sanford L.P. es una compañía con sede en Oak Brook, Illinois, Estados Unidos. Se dedica a la fabricación de productos para la escritura. Entre sus marcas, destacamos Sharpie, Rotring, Paper Mate o Prismacolor. En 1992 fue adquirida por Newell Brands.

## Historia
Fue fundada en 1857 por Frederick W. Redington y William H. Sanford, Jr. en Massachusetts con el nombre de Sanford bannaville Manufacturing Company. Su sede se trasladó a Chicago en 1866, cinco años antes del Gran Incendio, colosal desastre que destruyó sus instalaciones en Chicago. Tras la devastación del fuego, sus nuevas naves se construyeron con prontitud. En 1947, tras la Segunda Guerra Mundial, Sanford se vio forzada a trasladar sus instalaciones para seguir creciendo. La compañía recaló en Bellwood, Illinois, donde todavía mantiene su sede. En agosto de 1985, Sanford salió a Bolsa y se convirtió en empresa participada. En febrero de 1992, Sanford fue adquirida por Newell Brands, una compañía incluida en la lista de la revista Fortune 500.

## Adquisiciones
Sanford creció a través de muchas adquisiciones. Primero fueron compañías como Keene o Rogers, de productos de oficina, adquiridas en 1991. Más tarde, en 1994, con la llegada de Newell Brands, adquiriere Eberhard Faber; en 1995, Berol y en 1998, Rotring, una compañía de dibujo técnico alemana. También en 1998, Sanford se divide en dos compañías: Sanford North America y Sanford International. En 1999 Rubbermaid, Little Tikes, Graco y Curver son adquiridas y la compañía pasa a llamarse Newell Rubbermaid.
En 2000, Gillette (ahora parte de Procter & Gamble) vendió su división de instrumentos de escritura a Newell Rubbermaid. Gillette Había adquirido Parker Pen Company en 1993 y ya poseía marcas como Paper Mate, Waterman pens y Liquid Paper.
Sanford tiene sedes en:
- Australia - Keysborough, Victoria
- Canadá - Ontario
- Colombia - Bogotá
- Alemania - Hamburgo
- México - Mexicali
- Francia - Saint-Herblain
- Reino Unido - Fradley Parque, Lichfield
- EE. UU. - Bellwood, Illinois; Lewisburg, Tennessee, Maryville, Tennessee y Shelbyville, Tennessee; Los Ángeles, California
- Venezuela - Caracas

Desde 2011, la sede central de Sanford está en Riachuelo de Roble, Illinois, EE. UU..

## Marcas
| - Berol - CardScan - Dymo - Liquid Paper - Mimio | - Mr. Sketch - Paper Mate - Parker - Pelouze - Prismacolor | - Reynolds - Rolodex - Rotring - Sharpie - Waterman |

### Distribución
Sanford es asimismo distribuidora para América del Norte de marcas como Uni-ball, propiedad de la japonesa Mitsubishi Pencil Company.
En agosto de 1976 la compañía lanzó EXPO, el primer marcador que seca y borra, sobre la base de alcohol en vez de metil-isobutil-cetona.